# Кінський налобник

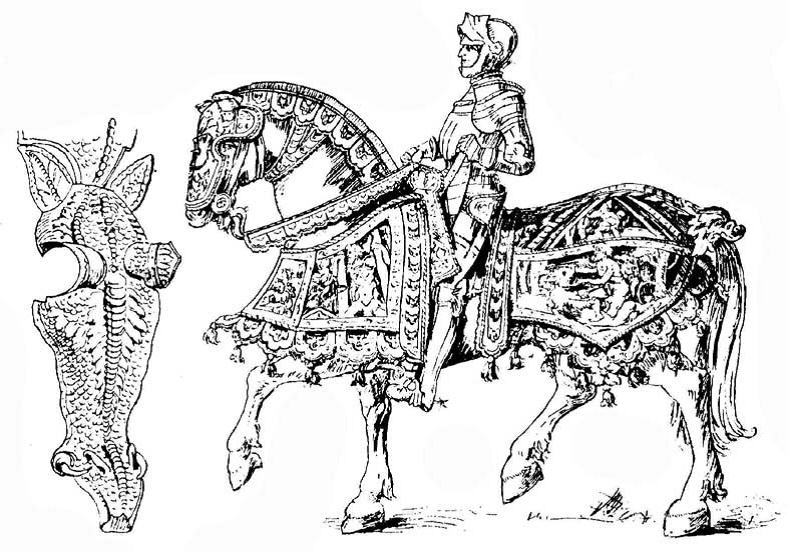
Кінський налобник (легкий) і кінський обладунок

Кінський налобник (нім. Rossstirn; італ. Testiera) – складова частина легкого кінського обладунку; декоративний елемент спорядження коня. Використовувався переважно як повсякденний або парадний елемент кінської збруї, а також міг використовуватись під час турнірів. Призначений для захисту голови коня. Виготовлявся переважно з металевої пластини, яка нерідко прикрашалась різними зображеннями чи візерунками. За своєю будовою він міг мати спеціальні прорізи по обидва боки для очей чи отвори для ніздрів або ж його розміри дозволяли вільному розміщенню на голові коня, щоб не закривати очі.

## Історія
Археологічні дослідження засвідчили, що вже в бронзовому віці для коней виготовлялись спеціальні налобники. Не існувало єдиного стандарту для їх виготовлення, а тому їхні розміри та вага можуть значно відрізнятись. Це залежало також і від прямого призначення налобника – парадний чи повсякденний. Не рідко парадний налобник прикрашався іншими елементами: спеціальними гравіюваннями, додатковими пластинами чи іншими вставними елементами (пера, роги тощо). Основними матеріалами, із яких виготовлявся кінський налобник, слугували: бронза, срібло, золото, кістка.
Зазвичай, налобники зустрічаються довжиною до 35 см, шириною до 20 см. Зображення на налобнику наносилось вертикально. Для того, щоб налобник не розламувався та тримався на морді, його закріплювали на м’яку основу – повстяну або шкіряну. Налобник кріпили за допомогою цвяшків або заклепок чи його пришивали до неї, для цього робили маленькі отвори по краю на ньому.

## Кінські налобники в Україні

### Скіфський час
Знахідки цього періоду кінських налобників відомі переважно завдяки археологічним розкопкам стародавніх курганів скіфського часу. Найчастіше образи звірів скіфи використовували саме для оздоблення кінської збруї.  Більшість із них тяжіють до ромбоподібної видовженої форми. Зокрема два кістяних налобника було виявлено в курганах поблизу с. Будки Сумської обл. асиметрично-ромбічні та ромбічні з петлею на звороті. На лицьовій стороні – циркульний орнамент. Зберігаються в НМІУ.
Налобники виготовлені із бронзи було знайдено в курганах Перещепинського могильника (V ст. до н.е.) в басейні річки Ворскла. Вони мають вигляд гладкої видовженої пластини ромбоподібної форми, а також два бокових виступи та петлю на звороті, що розташована в розширеній частині щитка. Загалом в цьому могильнику виявлено шість таких кінських налобників.

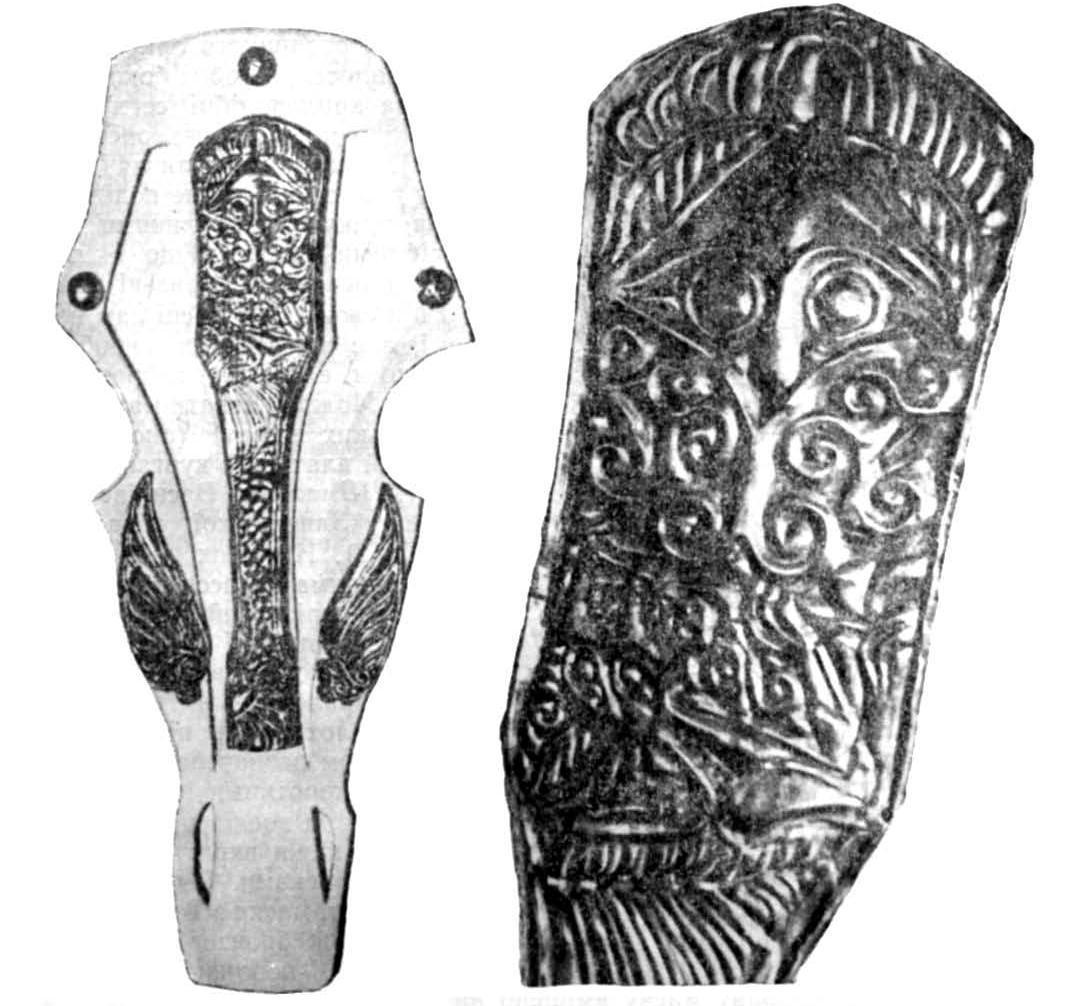
Кінський налобник із Вовківецького кургану

Пам’яткою скіфського звіриного стилю є кінський налобник із Вовківецького кургану, знайдений 1897 року поблизу с. Вовківці у Посуллі, у багатому чоловічому похованні другої половини IV ст. до н.е. Налобник виготовлено із тонкої пластини низькопробного золота. Має довжину 38 см. Платівка по боках має невисокі закраїни з маленькими отворами для цвяхів, якими вона прикріплювалась до дерев’яної основи. Посередині проходить розлом. Налобник також доповнено нащічниками у вигляді крил зі стилізованими звірячими мордами в основі і прикрасою, до складу якої входили три золоті круглі бляшки і 22 золоті трубчасті пронизки. Зберігається в Скарбниці Національного музею історії України. 

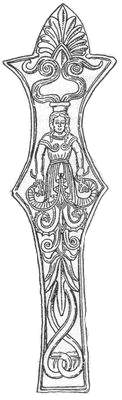
Кінський налобник із зображенням змієногої богині

У скіфському кургані Велика Цимбалка (IV ст. до н.е.) археологами знайдено золотий кінський налобник з тисненим зображенням змієногої богині, яка за однією з легенд була прародительницею скіфів.

Кінський налобник із зображенням "Геракла, котрий відпочиває"

У кургані Бабина Могила (IV ст. до н.е.) знайдено срібний з позолотою кінський налобник із зображенням «Геракла, котрий відпочиває». Розміщення такого зображення на кінській упряжі перетворювало цю тварину на уособлення воїнського божества.

### Сарматський час
Сарматські налобники за своєю конструкцією і формою об'єднуються у кілька типів. Найбільш численні так звані налобники з гачком. Їхні основні характеристики такі: стрижнеподібний або плаский сокироподібний корпус з вертикальною петлею у верхній частині, від якої відходить «гачок», кільцеподібно або S-подібно загнутий вперед. За формою корпуса виділяються вироби двох варіантів: стрижнеподібні (20-22 см) та сокироподібні (довжина 12-15 см).
Найбільш численна «стандартна» форма — гладка сокироподібна лопать з вертикальним бортиком, іноді злегка вигнута по поперечній осі, петля в овальному розширенні, S-подібно вигнутий гачок, що закінчується біконічною кнопкою або кулькою. Такі налобники характерні лише для Північно-Західного Причорномор'я, в інших регіонах їх немає. Аналогії причорноморським налобникам з гачком типологічно різноманітні та походять з пам'ятників різної культурної приналежності.
Прототипами налобників з гачком є аналогічні прикраси вуздечки скіфських коней V-IV ст. до н. е. Свій пізній вигляд налобники з гачком отримали у другій половині III ст. до н. е. Про виготовлення їх у Скіфському Неаполі говорить знайдена там ливарна форма з ручки родоської амфори. Вона відповідає одному з великоплосковських налобників, лише край лопаті інший. Можливо. Хронологія цих налобників охоплює проміжок III-I ст. до н.е.